# Al-Khatib-Prozess
Der Al-Khatib-Prozess war der weltweit erste Strafprozess wegen Staatsfolter während des Syrischen Bürgerkriegs, der auf Grundlage des Universalitätsprinzips geführt wurde. Vor dem Oberlandesgericht Koblenz standen von April 2020 bis Januar 2022 zwei ehemalige Angehörige des syrischen Geheimdienstes des Assad-Regimes, Anwar Raslan und Eyad A., wegen Verbrechen gegen die Menschlichkeit vor Gericht. Der Prozess gilt als Meilenstein im Kampf gegen Straflosigkeit für schwere Menschenrechtsverbrechen im Syrischen Bürgerkrieg.

## Hintergrund
Seit Beginn des Syrischen Bürgerkriegs 2011 wurden zehntausende Menschen durch syrische Sicherheitskräfte willkürlich inhaftiert, gefoltert, verschleppt oder getötet. Internationale Bemühungen, diese Verbrechen durch den Internationalen Strafgerichtshof zu verfolgen, scheiterten unter anderem an Vetos von Russland und China im UN-Sicherheitsrat. Deutschland machte sich daher das Völkerstrafgesetzbuch zunutze, das es ermöglicht, bestimmte schwere Verbrechen unabhängig vom Tatort und der Nationalität der Täter zu verfolgen.
Bereits ab 2016 reichten die in Deutschland ansässige Menschenrechtsorganisation European Center for Constitutional and Human Rights (ECCHR) und syrische Partnerorganisationen mehrere Strafanzeigen bei deutschen Behörden ein. Die Bundesanwaltschaft erhob im Oktober 2019 Anklage gegen Anwar Ralsan und Eyad A. Im Februar 2019 hatte der Bundesgerichtshof bereits Haftbefehle gegen beide erlassen.

## Angeklagte
Anwar Raslan war Oberst und leitete bis 2012 die Ermittlungsabteilung des syrischen Geheimdienstes in Damaskus, die sogenannte Abteilung 251 im al-Khatib-Gefängnis im Zentrum von Damaskus. Ihm wurde vorgeworfen, in dieser Funktion zwischen 2011 und 2012 die systematische Folter von Gefangenen geleitet und angeordnet zu haben. Die Bundesanwaltschaft warf ihm mindestens 30-fachen Mord, 4000 Folterungen und schwerwiegende Freiheitsberaubung sowie mindestens drei Fälle von sexualisierter Gewalt vor. Raslan desertierte und floh im Dezember 2012 nach Jordanien, wo er sich der Opposition anschloss. 2014 konnte er nach Deutschland reisen, wo er ab 2015 Asyl erhielt.
Eyad A. war ein niederrangiger Mitarbeiter desselben Geheimdienstes und beteiligte sich an der Verhaftung und Zuführung von mindestens 30 Menschen zum al-Khatib-Gefängnis, wo sie gefoltert wurden.

## Prozessverlauf
Der Prozess begann am 23. April 2020 vor dem Staatsschutzsenat des Oberlandesgerichts Koblenz und wurde in deutscher Sprache geführt. Über 80 Zeugen sagten im Laufe des Verfahrens aus, darunter Folterüberlebende, ehemalige syrische Geheimdienstmitarbeiter, Experten sowie deutsche Ermittler. 29 syrische Überlebende von Folter, davon 14 als Nebenkläger, wurden unterstützt vom ECCHR. Unter den Zeugen waren der Musiker Wassim Mukdad und der Anwalt Anwar al-Bunni.
Besondere Herausforderungen ergaben sich beim Zeugenschutz: Mehrere Zeugen äußerten Angst vor Repressalien gegen sich und ihre Familien. Zudem wurde das Verfahren aus Sicht vieler syrischer Beobachter durch fehlende Übersetzungsangebote erschwert, was die Teilhabe betroffener Gemeinschaften begrenzte.

## Urteile
Anwar Raslan wurde am 13. Januar 2022 wegen Verbrechen gegen die Menschlichkeit, Mord in 27 Fällen, Vergewaltigung, schwerer Körperverletzung und Folter zu einer lebenslangen Freiheitsstrafe verurteilt. Er war der ranghöchste syrische Regierungsmitarbeiter, der bis dahin für derartige Verbrechen verurteilt wurde.
Eyad A. wurde am 24. Februar 2021 wegen Beihilfe zu Verbrechen gegen die Menschlichkeit zu vier Jahren und sechs Monaten Freiheitsstrafe verurteilt. Das Urteil war ab April 2022 rechtskräftig. Er legte Revision ein, die zum Zeitpunkt der Urteilsverkündung noch anhängig war.

## Bedeutung
Der Al-Khatib-Prozess gilt als juristisch und symbolisch bedeutender Präzedenzfall im internationalen Strafrecht. Er demonstriert die Wirksamkeit des Universalitätsprinzips zur Bekämpfung von Straflosigkeit bei internationalen Verbrechen. Der Prozess hat die Verbrechen des Assad-Regimes stärker sichtbar gemacht. Die Menschenrechtsorganisation Human Rights Watch sprach von einem „Hoffnungsschimmer für Gerechtigkeit“ und forderte andere Staaten auf, dem deutschen Beispiel zu folgen.